# Гриньки (Тернопольская область)
Гриньки (укр. Гриньки) — село в Лановецкой городской общине Кременецкого района Тернопольской области Украины.
До 2020 года входило в Лановецкий район.
Код КОАТУУ — 6123883301. Население по переписи 2001 года составляло 264 человека.

## Географическое положение
Село Гриньки находится на правом берегу реки Жердь,
выше по течению на расстоянии в 0,5 км расположено село Козачки,
ниже по течению на расстоянии в 1 км расположен город Лановцы.

## История
- 1807 год — дата основания.

## Объекты социальной сферы
- Школа I ст.
- Фельдшерско-акушерский пункт.

## Достопримечательности
- Братская могила советских воинов.